# Regumiel de la Sierra
Regumiel de la Sierra – gmina w Hiszpanii, w prowincji Burgos, w Kastylii i León, o powierzchni 20,67 km². W 2011 roku gmina liczyła 392 mieszkańców.